# Die Brücke (1959)

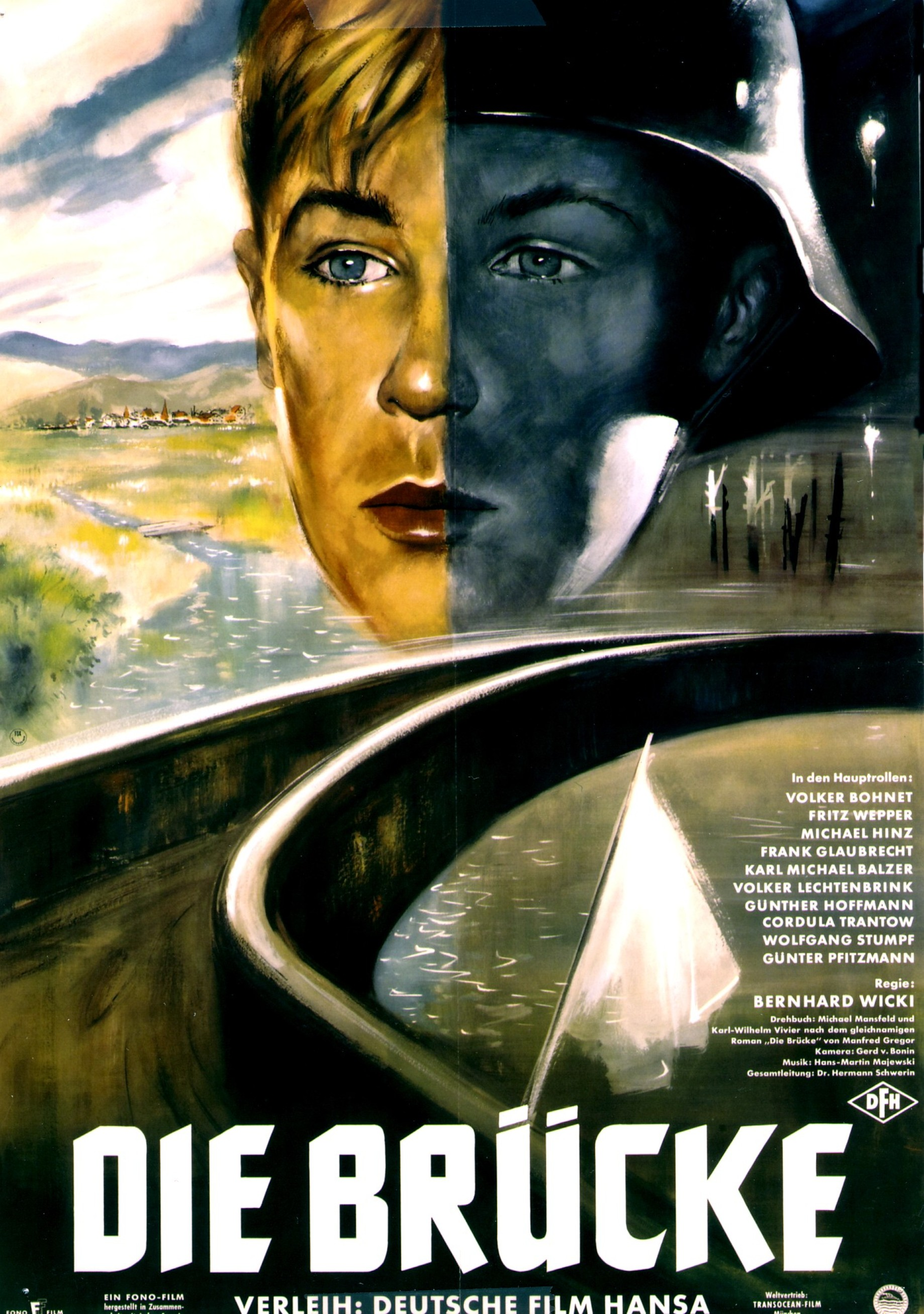
Filmplakat von Illustrator Helmuth Ellgaard

Die Brücke ist ein deutscher Antikriegsfilm von Bernhard Wicki aus dem Jahre 1959. Er basiert auf dem im Jahr zuvor erschienenen gleichnamigen autobiografischen Roman von Gregor Dorfmeister (veröffentlicht unter dem Pseudonym Manfred Gregor), der nach eigener Aussage mit diesem Roman seine persönlichen Kriegserlebnisse verarbeitete und veröffentlichte. Die Uraufführung erfolgte am 22. Oktober 1959 in den Alster-Lichtspielen in Mannheim.
1960 wurde Die Brücke mit dem Deutschen Filmpreis in fünf Kategorien ausgezeichnet. International erhielt er den Golden Globe Award als bester ausländischer Film sowie eine Oscar-Nominierung in derselben Kategorie.

## Handlung
April 1945 – die letzten Kriegstage. In einer deutschen Kleinstadt stehen sieben befreundete, etwa 16-jährige Klassenkameraden kurz vor der Einberufung zur Wehrmacht. Walter ist Sohn des Ortsgruppenleiters und schämt sich für seinen Vater, der seine Frau betrügt und sich dann selbst in Sicherheit bringt. Jürgen hat sich als Spross einer alten Offiziersfamilie freiwillig gemeldet, um selbst Offizier zu werden. Karl lebt im Friseurladen seines kriegsversehrten Vaters, der zu Karls Enttäuschung ein Verhältnis mit dem von Karl angehimmelten Lehrmädchen Barbara hat. Klaus und Hans sind wegen der alliierten Luftangriffe „kinderlandverschickt“ worden. Albert und Sigi leben zuhause bei ihren Müttern, während ihre Väter an der Front sind. Sigi muss sich als Kleinster der Clique manche Demütigungen gefallen lassen, die ihm aber nichts auszumachen scheinen.
Als die Jungen tatsächlich eingezogen werden, sind ihre Eltern fassungslos. Ihr Lehrer Stern, der dem Krieg ohnehin kritisch gegenübersteht, versucht vergeblich, sich bei Hauptmann Fröhlich für eine Entlassung seiner Schüler einzusetzen. Diese hingegen, ideologisch vorgeprägt, freuen sich auf den ehrenvollen Kampf für das Vaterland. Karl und Walter entfliehen so außerdem den Konflikten mit ihren Vätern.
Bereits in der Nacht nach dem ersten Ausbildungstag wird Alarm gegeben, und auch die neuen, noch unausgebildeten Rekruten sollen in den Kampf gegen die vorrückenden US-Amerikaner geschickt werden. Aufgrund von Befürchtungen, die Jungen könnten die Kampfmoral der ganzen Kompanie schwächen und zum eigenen Schutz, werden sie schließlich zur Verteidigung einer unwichtigen Brücke in ihrem Heimatstädtchen abkommandiert, die ohnehin bald gesprengt werden soll, was sie aber nicht wissen. Sie werden Unteroffizier Heilmann unterstellt, der dafür sorgen soll, dass es nicht zum Kampf um die Brücke kommt.
Die Jungen sind zunächst enttäuscht darüber, nicht an der Front zu kämpfen, doch dann beziehen sie diensteifrig Stellung am Brückenkopf, munitionieren ihre Waffen und graben sich ein. Heilmann möchte den Jungen das Kriegsspiel so angenehm wie möglich machen und geht frühmorgens davon, um Kaffee zu besorgen. Gleichzeitig möchte er heimlich das Sprengkommando zur Sprengung der Brücke informieren. Doch unterwegs wird er von zwei Feldgendarmen für einen Deserteur gehalten, da er keinen Marschbefehl vorweisen kann und keine Waffe trägt; die nur mündlich angeordnete Verteidigungsstellung an der Brücke wird ihm nicht geglaubt. Als sie ihn festnehmen wollen, läuft er davon und wird von hinten erschossen. Da er nicht zurückkehrt, sind die Jungen nun auf sich gestellt; sie folgen ihrem Befehl, die Brücke zu sichern, und schlagen die Warnungen eines älteren Zivilisten und einiger flüchtender Wehrmachtssoldaten als Feigheit in den Wind.
Als ein feindlicher Tiefflieger die Brücke unter Beschuss nimmt, bleibt Sigi, zuvor von seinen Kameraden ausgelacht, als einziger trotzig stehen, um seinen Mut zu beweisen, und wird tödlich getroffen. Der Tod ausgerechnet des Jüngsten facht den Kampfeswillen der anderen erst richtig an. Als bald darauf die US-amerikanische Panzerspitze erscheint und die von den Jungen vor der Brücke aufgestellten Spanischen Reiter unter Beschuss nimmt, setzen sie den ersten Panzer mit der Panzerfaust in Brand, und es kommt zum Gefecht. Die US-Soldaten besetzen ein zweigeschossiges Haus vor der Brücke als Feuerstellung, in dessen Keller sich deutsche Zivilisten versteckt haben.
Jürgen, der sich in einem Ausguck im Baum postiert hat, wird von einem Scharfschützen erschossen, während er Walter Feuerschutz gibt, der sich durch das Schussfeld in das besetzte Haus vorwagt. Als Walter durchs Fenster mit der Panzerfaust einen zweiten Panzer beschießt, bemerkt er nicht den hinter ihm stehenden deutschen Zivilisten, der ihn vom Schuss abzuhalten versucht. Der Feuerstrahl der Panzerfaust verbrennt ihm das Gesicht, so dass er laut schreiend zusammenbricht. Walter kommt direkt danach durch die Explosion des Panzers selbst ums Leben.
Ein amerikanischer Soldat hat Walters letzte Sekunden im Haus mitbekommen und ist entsetzt darüber, dass sie gegen eine Gruppe Halbwüchsiger kämpfen. Um den Kampf zu beenden, kommt er aus der Deckung und fordert die Jungen in englischer Sprache dazu auf, das Feuer einzustellen und nach Hause zu gehen. Dabei benutzt er mehrmals das Wort „Kindergarten“, das die Jungen als Spott auffassen. Karl feuert in seiner Empörung dem Soldaten eine Maschinengewehrsalve in den Bauch, der daran qualvoll stirbt. Der von dem Anblick schockierte Klaus schreit Karl mehrmals zu, er solle den Sterbenden erschießen, und merkt erst dann, dass Karl mit einem Kopfschuss tot neben ihm liegt. Davon bekommt Klaus einen Nervenzusammenbruch, der ihn in der Überzeugung, er selbst habe Karl umgebracht, ins feindliche Feuer laufen lässt, wo er getroffen wird und neben dem amerikanischen Soldaten tot liegenbleibt. In der folgenden Ruhe ziehen sich die US-Amerikaner im Schutz einer Rauchgranate zurück.
Während sich die zwei noch lebenden Jungen, Hans und Albert, darüber freuen, den Feind zurückgeschlagen zu haben, erscheinen drei Wehrmachtssoldaten mit dem Befehl, die Brücke zu sprengen. Die dadurch völlig verwirrten Jungen stellen sich dem Sprengkommando mit Waffengewalt entgegen. Als einer der drei Soldaten Hans wegen des sinnlosen Gefechts verspottet und ihn mit der Waffe zwingen will, die Brücke zu verlassen, erschießt Albert ihn ohne Vorwarnung. Die zwei anderen Soldaten feuern im Wegfahren eine Salve auf die beiden Jungen. Hans wird getroffen und stirbt, während Albert ihn in Sicherheit zu bringen versucht.
Als Albert völlig gebrochen die Brücke verlässt und nach Hause geht, fährt die Kamera in Vogelperspektive auf die apokalyptische Szene: Auf der Brücke liegen die Leichen von Hans, Sigi und dem von Albert erschossenen deutschen Soldaten, weiter hinten die von Klaus, Jürgen und dem erschossenen US-Amerikaner, während die zwei beschossenen Panzer noch in Brand stehen. Nach einer Schwarzblende erscheint der Hinweis: „Dies geschah am 27. April 1945. Es war so unbedeutend, dass es in keinem Heeresbericht erwähnt wurde.“

## Bemerkungen, Hintergründe

### Dreharbeiten

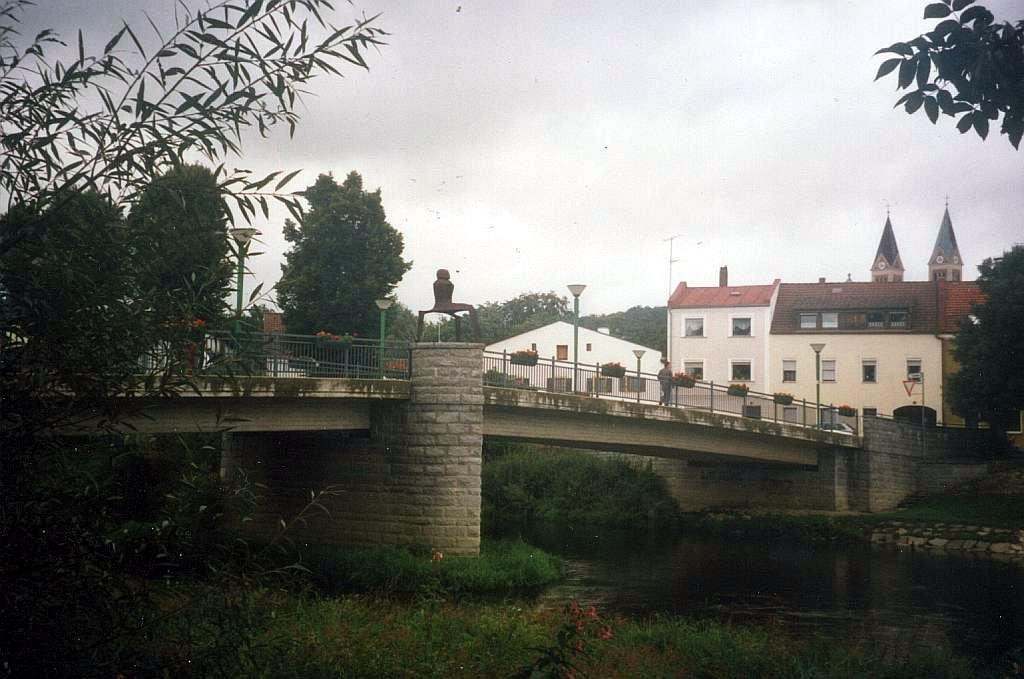
Die neue Florian-Geyer-Brücke im Jahr 2006

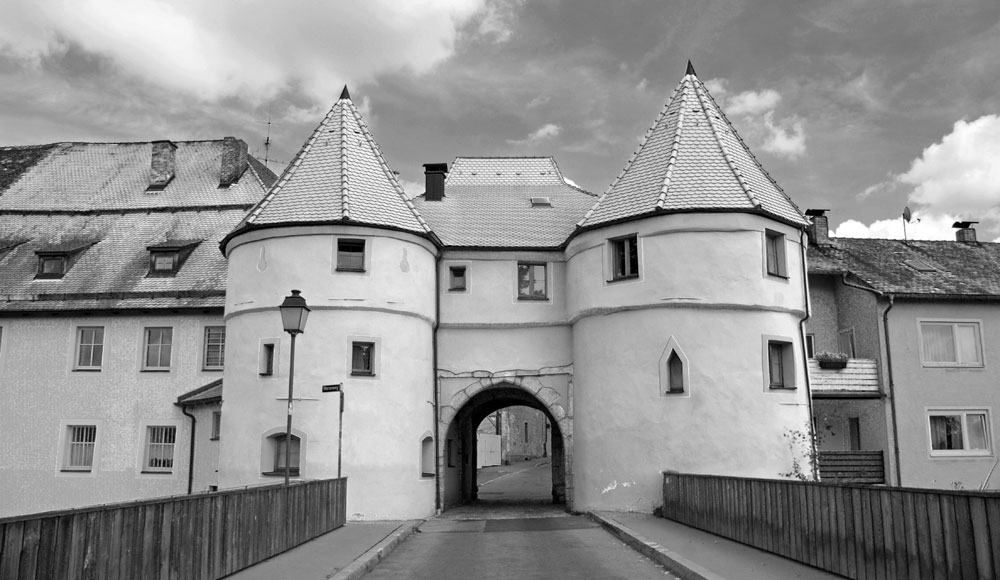
Filmkulisse „Biertor“ im Jahr 2011

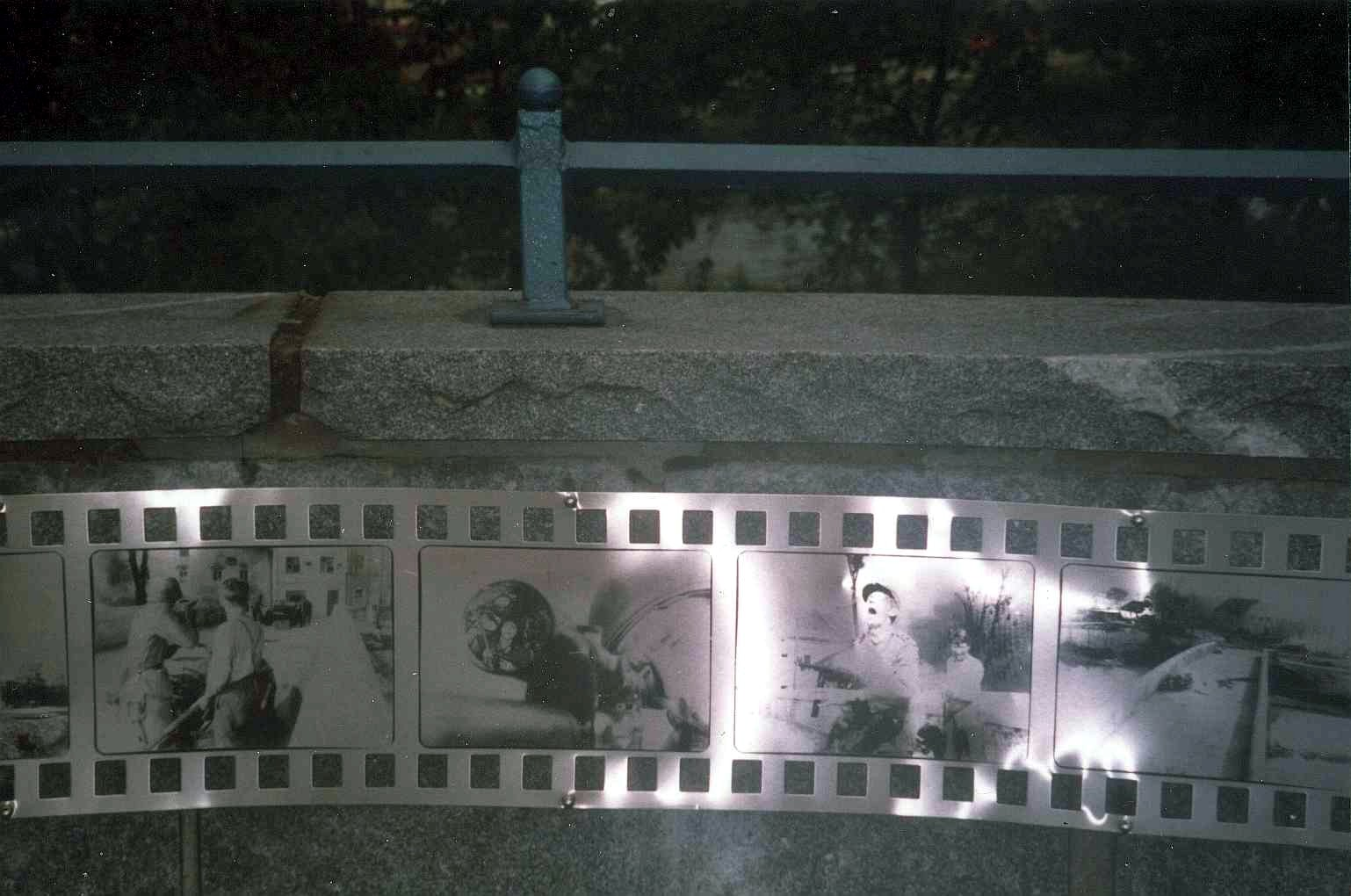
Filmband aus Blech mit Szenen aus dem Film am Brückengeländer

Geplant war eine Drehzeit von sechs Wochen, daraus wurden drei Monate. Mehrmals musste das Budget aufgestockt werden. Weil Bernhard Wicki den Darstellern vor laufender Kamera Regieanweisungen zurief, musste der Film nachsynchronisiert werden. Wicki ging beim Dreh hart mit den jungen Darstellern um – zum Beispiel warf er ihnen in den Kampfszenen Sand in die Augen oder ohrfeigte sie, damit sie glaubhaft weinten. Hinterher entschädigte er sie mit Kaffee und Kuchen oder nahm sie in den Arm, weil sie ihm leidtaten und er sich dafür schämte, solche unkünstlerischen Mittel einzusetzen.
Drehort war die oberpfälzische Stadt Cham, insbesondere die alte Florian-Geyer-Brücke über einen Nebenarm des Regen. Da Bernhard Wicki den Film im Juli drehen musste, das Geschehen aber im April spielt, ließ er einige Bäume im Blickfeld der Kamera entlauben. Die hierzu benötigten Arbeitskräfte vermittelte ihm das Arbeitsamt. Die ursprüngliche Florian-Geyer-Brücke wurde 1991 aus bautechnischen Gründen abgerissen. 1995 entstand eine neue Brücke. Zum Anlass „40 Jahre ‚Die Brücke‘ – 1959–1999“ brachte man stadtauswärts in einer Halbrundung des Brückengeländers einen Filmstreifen aus Blech mit Szenenfotos an. Auf dem Gelände des Chamer Joseph-von-Fraunhofer-Gymnasiums wurden während des regulären Unterrichts Szenen gedreht, die in und vor der deutschen Kaserne spielen.
Da zur Drehzeit die Beschaffung von US-Panzern unmöglich war, wurden Holzmodelle eingesetzt, von denen nur eines motorisiert war. Dieses musste nach der Abschussszene mit der Panzerfaust recht schnell um 90 Grad gedreht werden, was mit langen Seilen und Umlenkrollen geschah. Dafür waren 30–40 Helfer notwendig, die Seile mussten mühsam aus dem Kamerawinkel herausgehalten werden. Bei genauem Hinsehen kann man unter diesem Panzermodell Lastwagenräder mit Doppelreifen erkennen. Auch schon beim ersten Auftauchen der Sherman-Panzer sind die innenliegenden Räder zu sehen. Bei Nahaufnahmen der Panzer wird der Blick unter die Fahrzeuge durch eine Schürze verdeckt. Die Ketten des dritten Panzers, der auf der Straße erscheint, berühren gut erkennbar nicht einmal den Boden; auch hier ist die Zwillingsbereifung deutlich zu erkennen.

### Schauspieler
Die Urversion des Films besitzt weder Vor- noch Nachspann, um einen dokumentarischen Charakter zu erzeugen. Erst im Jahr 1969 wurde ein Abspann hinzugefügt, der die Schauspieler und Crewmitglieder nannte. Drei der sieben Darsteller der Jungen hatten in Die Brücke ihre erste Filmrolle überhaupt: Frank Glaubrecht, Volker Lechtenbrink und Michael Hinz.
Der Schauspieler Til Kiwe, der die Rolle des Ritterkreuzträgers spielte, war tatsächlich ein ehemaliger Wehrmachtsoffizier und Träger des Ritterkreuzes des Eisernen Kreuzes. Vicco von Bülow, später als Loriot berühmt, hat hier eine seiner ersten Filmrollen. Als Stabsfeldwebel ruft er zweimal das Codewort „Bienenkorb“ ins Telefon.

### Nachwirkung
Ausschnitte aus Die Brücke wurden im sowjetischen Kultmehrteiler Siebzehn Augenblicke des Frühlings (russisch Семнадцать мгновений весны), 1973, als Dokumentaraufnahmen verwendet. 2003 erstellte die Bundeszentrale für politische Bildung in Zusammenarbeit mit zahlreichen Filmschaffenden einen Filmkanon für die Arbeit an Schulen und nahm diesen Film in ihre Liste mit auf.
Wicki äußerte später über den Film:

„Ich habe in den Jahren seit der ‚Brücke‘ Tausende von Briefen von jungen Männern bekommen, die mir schrieben, dass sie auch aufgrund meines Films den Kriegsdienst verweigert haben. Das und die Auszeichnung der Vereinten Nationen für die Arbeit am Frieden zählt zu den wenigen Dingen in meinem Leben, auf die ich wirklich stolz bin.“

## Auszeichnungen
„Die Brücke“ gehört zu den am meisten mit Preisen bedachten deutschen Nachkriegsfilmen. Mit einer beeindruckenden Dramaturgie und stark affektiven Bildern zeigt Wicki auf, wie die im Nationalsozialismus aufgewachsene deutsche Jugend mit einem fehlgeleiteten Idealismus aufwächst und zu einem Heldenwahn erzogen wird, der sie konsequent in den politisch missbrauchten „Tod fürs Vaterland“ führt.
Der Film wurde 1960 fünf Mal beim Deutschen Filmpreis ausgezeichnet:
Goldene Schale (Wanderpreis)
- Fono-Film für den besten abendfüllenden Spielfilm

 Bundesfilmbänder in Gold
- Edith Schultze-Westrum für die beste weibliche Nebenrolle
- Cordula Trantow für die beste Nachwuchsschauspielerin
- Bernhard Wicki für die Regie
- Hans-Martin Majewski für die beste Filmmusik

Bernhard Wicki erhielt für diesen Film 1989 aus Anlass des 40-jährigen Bestehens der Bundesrepublik Deutschland einen weiteren Spezialpreis des Bundesfilmpreises.
Außerdem erhielt der Film den Golden Globe Award als bester ausländischer Film und eine Nominierung für den Oscar als bester fremdsprachiger Film. Im Oktober 1959 Film des Monats der Evangelischen Filmgilde sowie noch weitere Auszeichnungen im In- und Ausland. Dazu verhalf er Wicki zur Mitarbeit in dem Monumental-Kriegsfilm Der längste Tag.

## Neuverfilmung
Im Jahr 2008 produzierte ProSieben unter dem Titel Die Brücke eine Adaption des Romans. Regie führte Wolfgang Panzer.

## Kritiken
Die Süddeutsche Zeitung beschrieb anlässlich der Uraufführung am 22. Oktober 1959 in München Die Brücke als einen der „härtesten, bittersten Antikriegsfilme, die je über eine Leinwand liefen“.
Der bis dahin „ehrlichste und erschütterndste deutsche Film über den zweiten Weltkrieg“ wurde aber von vielen Zuschauern nicht als Antikriegsfilm aufgefasst. So wies der Journalist Klaus Norbert Scheffler im Dezember 1959 in einem offenen Brief an Wicki darauf hin, dass vor allem die jugendlichen Zuschauer den Film gar nicht als Antikriegsfilm wahrnahmen, sondern sich an der Gewaltdarstellung erfreuten. Die Filmhistorikerin Lotte Eisner sah in Die Brücke sogar eine Glorifizierung des Hitlerjugend-Geistes.
Für den Filmkritiker Enno Patalas ging Die Brücke aber im Vergleich zu den zeitgenössischen Kriegsfilmen am weitesten in der Denunziation des Krieges. „Drastische Gewaltszenen demontieren bis ins Letzte die Vorstellung vom heroischen Soldatentod.“
Im Rückblick stand der Film für das Ende der westdeutschen Kriegsfilmwelle. Die Brücke ist der Antikriegsfilm des deutschen Nachkriegskinos, „der kompromißlos in die Heimatfilmverlogenheit der fünfziger Jahre einbrach“. Nach Ansicht des Filmkritikers Hilmar Hoffmann erschüttert Wickis Film auch heute noch „mit seiner kargen Bildästhetik und klaren Formsprache als aufrüttelnder Appell, der Vernunft und der Menschlichkeit zu folgen, anstatt dem blinden Wahn einer rücksichtslosen Ideologie“. Für Peer Moritz ist Die Brücke ein Plädoyer für kompromisslosen Pazifismus.

„Der Film enthüllt im Mißbrauch jugendlicher Unbefangenheit und Ideale zugleich den schlimmen Aberwitz des Krieges. Das bedeutende Thema fand eine erschütternde und zugleich sachliche Gestaltung.“